# Sondre Nordstad Moen
Sondre Nordstad Moen (* 12. Januar 1991 in Trondheim) ist ein norwegischer Langstreckenläufer und Teilnehmer der Olympischen Sommerspiele 2016.

## Sportlicher Werdegang
Moen belegte bei den Crosslauf-Weltmeisterschaften 2008 in Edinburgh den 28. Platz im Juniorenrennen und wurde bei den Juniorenweltmeisterschaften in Bydgoszcz Vierzehnter im 5000-Meter-Lauf. Im selben Jahr gewann er bei den Crosslauf-Europameisterschaften in Brüssel die Silbermedaille im Juniorenrennen. 2009 belegte er bei den Crosslauf-Weltmeisterschaften in Amman den 74. Rang und wurde bei den Crosslauf-Europameisterschaften in Dublin Vierter. 
Im folgenden Jahr erreichte er bei den Crosslauf-Weltmeisterschaften in Bydgoszcz den 31. Platz und bei den Crosslauf-Europameisterschaften in Albufeira den fünften Platz.
Seit 2010 trat Moen auch im Erwachsenenbereich an. Bei den Europameisterschaften in Barcelona wurde er Vierzehnter im 10.000-Meter-Lauf, während er sich über 5000 m nicht für das Finale qualifizieren konnte. Bei den Crosslauf-Weltmeisterschaften 2011 in Punta Umbría belegte er den 36. Platz. Er siegte bei den U23-Europameisterschaften in Ostrava über 10.000 m und wurde Norwegischer Meister im 5000-Meter-Lauf. Mit dem Gewinn der Bronzemedaille in der Altersklasse U23 bei den Crosslauf-Europameisterschaften in Velenje beendete er die Saison.
2016 belegte Moen bei den Olympischen Sommerspielen in Rio de Janeiro in 2:14:17 h den 19. Rang.
2017 stellte er beim Hannover-Marathon mit 2:10:07 h einen nationalen Rekord auf und lief beim Fukuoka-Marathon mit einer Siegerzeit von 2:05:48 h als erster Europäer überhaupt eine Marathonzeit unter 2:06 h. 
2020 lief Moen bei den wegen der Covid-19-Pandemie als Impossible Games ausgetragenen Bislett Games die 25.000 Meter in 1:12:46,49 Stunden und löste damit Stéphane Franke mit seinen 1:13:57,6 Stunden von 1999 als Europarekordhalter ab.

## Persönliche Bestleistungen
(Stand: 11. Juni 2020)
Halle
- 3000 m: 8:12,54 min, 24. Juli 2015 in, Steinkjer

Freiluft
- 1500 m: 3:48,65 min, 11. Juli 2014, Oslo
- 3000 m: 7:52,55 min, 7. Juli 2017, Nembro
- 5000 m: 13:20,16 min, 22. Juli 2017, Heusden-Zolder
- 10.000 m: 27:24,78 min, 31. August 2019, Kristiansand (Norwegischer Rekord)
- 25.000 m: 1:12:46,5 h, 11. Juni 2020 Oslo (Norwegischer Rekord)
- 5-km-Straßenlauf: 13:37 min, 17. Februar 2019, Monaco
- 10-km-Straßenlauf: 27:55 min, 9. September 2017, Prag
- Halbmarathon: 59:48 min, 22. Oktober 2017, Valencia (Norwegischer Rekord)
- Marathon: 2:05:48 h, 3. Dezember 2017, Fukuoka  (Norwegischer Rekord)